# Gnom
Gnomi su izmišljena bića koja se često pojavljuju u fantastičnim romanima, a u mitologiji označavaju demonska bića koja nastanjuju šume, vode i brda i uobličuju duhove zemlje. Prema židovskim kabalistima predstavljaju mala stvorenja koja žive pod zemljom čuvajući zlato i drago kamenje. Često ih se poistovjećuje s vrtnim patuljcima, pa su oni nerijetko zamišljeni kao mali bradati čovječuljci u odjeći čarobnjaka. Naziv je stvorio poznati alkemičar Paracelsus (1493.-1541.).
Prema srednjovjekovnim legendama kralj gnoma je Gob koji posjeduje čarobni mač i utječe na melankolično raspoloženje kod ljudi.
U trilogiji Gospodar prstenova su predstavljeni kao stidljive dobroćudne kreacije koje žive ispod zemlje. Prema Tolkienu, oni su sjajni mehaničari i inženjeri. Stvaraju mnoge strojeve. Njihovo glavno vozilo su mehanički hodači. Njihov grad su uništila podzemna čudovišta i od tada žive s patuljcima.
Također se pojavljuju i u romanima Harry Potter. J. K. Rowling ih je predstavila kao male priglupe stvorove smećkaste kože i glave oblika krumpira koji žive u velikim vrtovima. Obično žive u grupama i nemaju magične sposobnosti. Rowlingova spominje proces razgnomljavanja, odnosno, čišćenja vrtova od gnoma. Razgnomljavanje se vrši tako što se uzme gnom, zavitla se njime i baci se što dalje, tako da se ne zna sam vratiti u svoje sklonište. Također spominje da se to treba brzo uraditi jer bi inače gnom ugrizao svojim malim, ali oštrim zubićima osobu koja razgnomljava vrt.